# Aprostocetus pseudopodiellus
Aprostocetus pseudopodiellus är en stekelart som först beskrevs av Bakkendorf 1953.  Aprostocetus pseudopodiellus ingår i släktet Aprostocetus och familjen finglanssteklar. Inga underarter finns listade i Catalogue of Life.